# Tour Ruleta
Tour Ruleta, también denominada Tour Danna Paola, es la octava gira (en toda su carrera) y primera gira como solista, de la cantante y actriz mexicana Danna Paola. La gira tiene como objeto la promoción de su  álbum homónimo, publicado en junio de 2012. La gira se llevó a cabo por toda la República mexicana y en festivales de Centroamérica.

## Lista de canciones
Setlist de su concierto en el Lunario del Auditorio Nacional:
1. «Ruleta»
2. «Cúrame (El Virus)»
3. «N.U.N.C.A.»
4. «Cero Gravedad»
5. «Nuestro Amor»
6. «El Primer Día Sin Ti»
7. «Las Divinas»
8. «Muero por ti»
9. «Más Que Amigos»
10. «Todo fue un show»
11. «Agridulce»
12. «Mundo de caramelo»
13. «No Puedo Olvidarlo» (Versión Acústica)
14. «Pintando El Amor» (a dúo con Eleazar Gómez)[2]
15. «Mariposa y Sol»
16. «Labios de cereza»
17. «Fiesta»
18. «Agüita»

## Fechas
Primera Etapa:
Tour Ruleta/Tour Danna Paola
1. 4 de diciembre de 2012 -  Lunario del Auditorio Nacional/Ciudad de México
2. 20 de diciembre de 2012 -  Guatemala
3. 30 de mayo de 2013 - Mérida
4. 30 de mayo de 2013 - Guadalajara
5. 19 de junio de 2013 - Ciudad Juárez
6. 4 de julio de 2013 - San Luis Potosí

Segunda Etapa: 
Tour Agüita
1. 15 de noviembre de 2013 - Querétaro
2. 15 de diciembre de 2013 - San Salvador
3. 18 de diciembre de 2013 - Guatemala